# Комарова, Галина Васильевна
Гали́на Васи́льевна Комаро́ва (род. 12 августа 1977) — российская футболистка, полузащитник.
Выступала в высшей лиге и за женскую сборную России. Выступала за «Серп и Молот», ЦСК ВВС, «Надежда», «Спартак», "СКА-Ростов-на-Дону, «Лада» и «ШВСМ Измайлово».
С 6 марта 2011 работала тренером в «СШОР № 11» (СДЮСШОР 11), выступала с командами спортшколы (Виктория и Волжская казачка-СДЮСШОР-11) во второй лиге. Выиграла турнир DanaCup.
С 2019 по 2023 годы работала главным тренером в команде «Крылья Советов».

## Достижения

### Игрок
командные
- Чемпионат России по футболу среди женщин
  - чемпион (2): 1996, 2001
  - серебряный призёр (3): 1997, 1998, 2006
  - бронзовый призёр (3): 1999, 2000, 2003
- Кубок России по футболу среди женщин
  - финалист (5): 1995, 1996, 2002, 2005, 2006

личные
- По итогам сезонов входила в список «33 лучших футболистки страны» (13): 1995[5], 1996[6], 1997[7], 1998, 1999[8], 2000[9], 2001[10], 2002[11], 2003[12], 2004[13], 2005[14], 2006[15] и 2007[16].
- Мастер спорта России по футболу и по футзалу (футболу в залах)[17]

### Тренер
- в чемпионате России (в первой лиге) — 3 место (2021)

## Командная статистика
ВНИМАНИЕ: Статистика может быть неполной, мы продолжаем добавлять данные.
| Выступление                 | Выступление      | Выступление      | Лига | Лига | Кубок | Кубок | Еврокубки | Еврокубки | Итого | Итого |
| Клуб                        | Лига             | Сезон            | Игры | Голы | Игры  | Голы  | Игры      | Голы      | Игры  | Голы  |
| --------------------------- | ---------------- | ---------------- | ---- | ---- | ----- | ----- | --------- | --------- | ----- | ----- |
| Серп и Молот                | высшая           | 1994             | 13   | 2    | —     | —     | —         | —         | 13    | 2     |
| Серп и Молот                | высшая           | 1995             | 18   | 4    | 1     | 1     | —         | —         | 19    | 5     |
| Серп и Молот                | Итого            | Итого            | 31   | 6    | 1     | 1     | —         | —         | 32    | 7     |
| ЦСК ВВС                     | высшая           | 1996             | —    | —    | 3     | 1     | —         | —         | 3     | 1     |
| ЦСК ВВС                     | высшая           | 1997             | —    | —    | —     | —     | —         | —         | 0     | 0     |
| ЦСК ВВС                     | высшая           | 1998             | 2    | 2    | —     | —     | —         | —         | 2     | 2     |
| ЦСК ВВС                     | высшая           | 1999             | —    | —    | 3     | 2     | —         | —         | 3     | 2     |
| ЦСК ВВС                     | высшая           | 2000             | —    | —    | —     | —     | —         | —         | 0     | 0     |
| ЦСК ВВС                     | высшая           | 2001             | —    | —    | 1     | 0     | —         | —         | 1     | 0     |
| ЦСК ВВС                     | высшая           | 2002             | 9    | 1    | —     | —     | 5         | 0         | 14    | 1     |
| ЦСК ВВС                     | высшая           | 2003             | 13   | 0    | 3     | 1     | —         | —         | 16    | 1     |
| ЦСК ВВС                     | Итого            | Итого            | 24   | 28   | 10    | 4     | 5         | 0         | 39    | 32    |
| Надежда                     | высшая           | 2004             | 18   | 0    | 3     | 0     | —         | —         | 21    | 0     |
| Надежда                     | Итого            | Итого            | 18   | 0    | 3     | 0     | —         | —         | 21    | 0     |
| Спартак (Москва)            | высшая           | 2005             | 11   | 1    | —     | —     | —         | —         | 11    | 1     |
| Спартак (Москва)            | высшая           | 2006             | 1    | 1    | —     | —     | —         | —         | 1     | 1     |
| Спартак (Москва)            | Итого            | Итого            | 12   | 2    | —     | —     | —         | —         | 12    | 2     |
| СКА-Ростов-на-Дону          | высшая           | 2007             | 14   | 2    | —     | —     | —         | —         | 14    | 2     |
| СКА-Ростов-на-Дону          | Итого            | Итого            | 14   | 2    | —     | —     | —         | —         | 14    | 2     |
| Лада                        | первая           | 2008             | 17   | 10   | 1     | 1     | —         | —         | 18    | 11    |
| Лада                        | высший           | 2009             | 4    | 0    | —     | —     | —         | —         | 4     | 0     |
| Лада                        | Итого            | Итого            | 4    | 0    | 1     | 1     | —         | —         | 5     | 1     |
| ШВСМ Измайлово              | высшая           | 2010             | 23   | 2    | —     | —     | —         | —         | 23    | 2     |
| ШВСМ Измайлово              | Итого            | Итого            | 23   | 2    | —     | —     | —         | —         | 23    | 2     |
| Волжская казачка-СДЮСШОР-11 | вторая           | 2014             | 4    | 3    | —     | —     | —         | —         | 4     | 3     |
| Волжская казачка-СДЮСШОР-11 | вторая           | 2015             | 5    | 1    | —     | —     | —         | —         | 5     | 1     |
| Волжская казачка-СДЮСШОР-11 | Итого            | Итого            | 9    | 4    | —     | —     | —         | —         | 9     | 4     |
| Всего за карьеру            | Всего за карьеру | Всего за карьеру | 152  | 54   | 15    | 6     | 5         | 0         | 172   | 60    |

## Карьера в сборной
В 1990-х — начале 2000-х годов сыграла за сборную 59 официальных матчей, забила 6 голов и получила 3 желтые карточки.
В отборочном турнире к чемпионату мира 1999 года, в ноябре 1997 года, сборная России в гостях превзошла Португалию — 2:0. Один из двух мячей на счету Комаровой. В апреле 1998-го также с Португалией счёт снова 2:0, и снова один из двух голов в ворота Португалии забила Галина Комарова.
В августе 1998 года сборная России на своем поле уступила команде Дании — 1:2. Единственный мяч на счету Комаровой. Несмотря на это поражение, сборная России отобралась на мундиаль 1999 года в США.
Тот турнир стал дебютным для отечественной национальной команды. Сборная России провела матчи в группе с командами Норвегии, Канады и Японии. Несмотря на поражение от норвежек 2:1, победила дважды и вышла из группы. В единственном проигранном матче Комарова забила гол, который стал первым сборной России на чемпионатах мира.
Свой пятый гол Комарова провела спустя 6 лет — в отборочном турнире к чемпионату мира 2009 года. Матч с Германией сложился неудачно, сборная России уступила 1:5. Единственный гол забила Галина Комарова.